# Trynevika
Die Trynevika (norwegisch für Schnauzenbucht, englisch Tryne Bay) ist eine 5 km breite Bucht an der Ingrid-Christensen-Küste des ostantarktischen Prinzessin-Elisabeth-Lands. Sie liegt am nordöstlichen Ende der Vestfoldberge zwischen der Inselgruppe Trynøyane und dem Festland.
Norwegische Kartografen, die sie auch benannten, kartierten sie anhand von Luftaufnahmen, die bei der Lars-Christensen-Expedition 1936/37 entstanden.